# ريم بساطي
ريم بساطي (26 ديسمبر 1991 -)، مذيعة سعودية تعمل حاليًّا في قناة العربية.

## عن حياتها
مراسلة ومقدّمة برامج لدى "هيئة الإذاعة والتلفزيون السعودية" وهي طفلة بعام 1991. حاصلة على بكالوريوس في اللغة الانجليزية وآدابها عام 2012 من جامعة طيبة وماجستير في حقوق الانسان عام 2014 من جامعة لندن في المملكة المتحدة وعملت في قناة روتانا خليجية حيث قدمت برنامجي سيدتي وسواليف. كذلك كانت مقدّمة أخبار وصحفية لدى "قناة الغد" بين يونيو 2014 ونوفمبر 2015.

## انظر ايضا
- وئام الدخيل.
- لجين عمران.
- فدوى مطبقاني.